# Trifolium clypeatum
Trifolium clypeatum är en ärtväxtart som beskrevs av Carl von Linné. Trifolium clypeatum ingår i släktet klövrar, och familjen ärtväxter. Inga underarter finns listade i Catalogue of Life.

## Bildgalleri

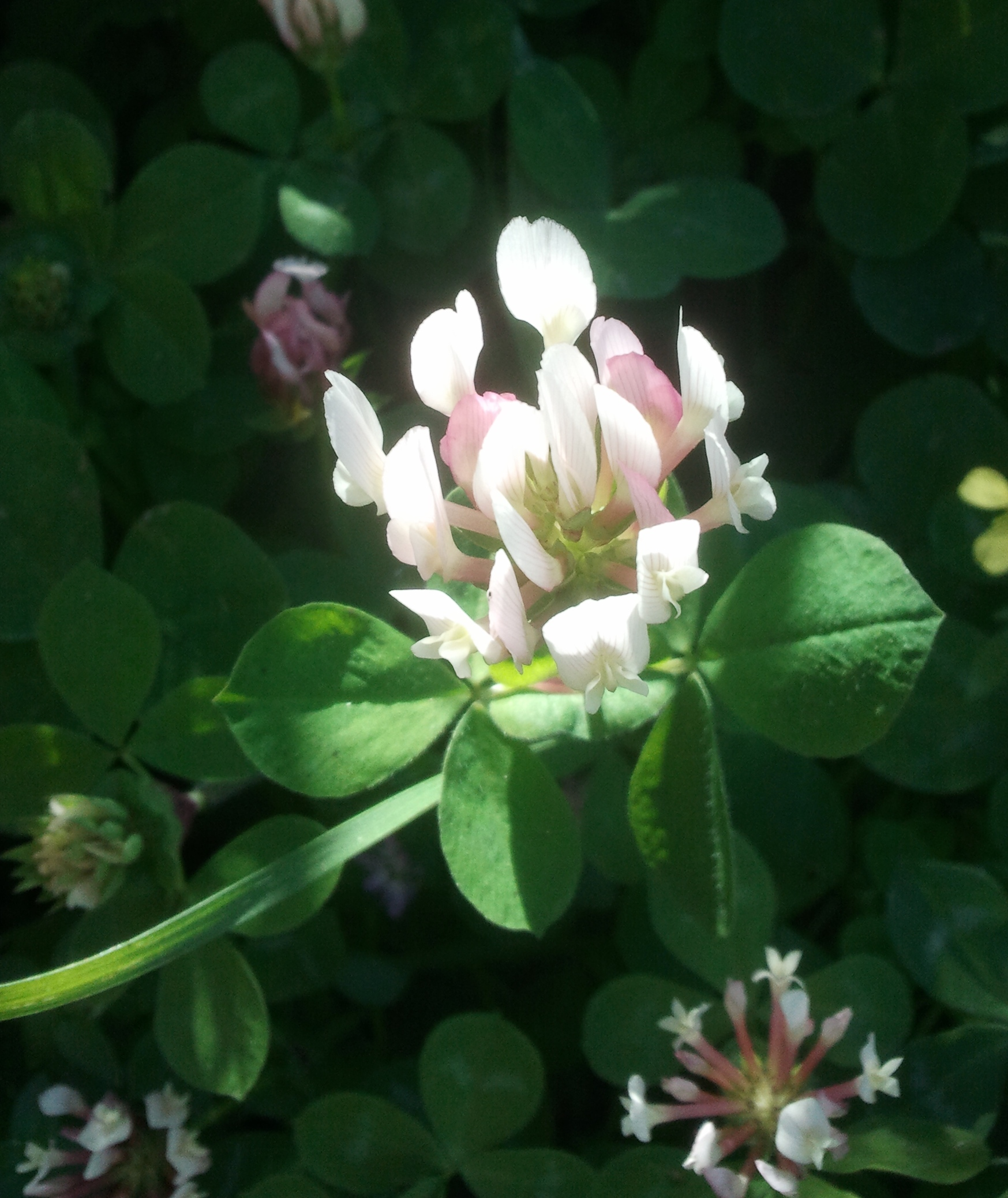
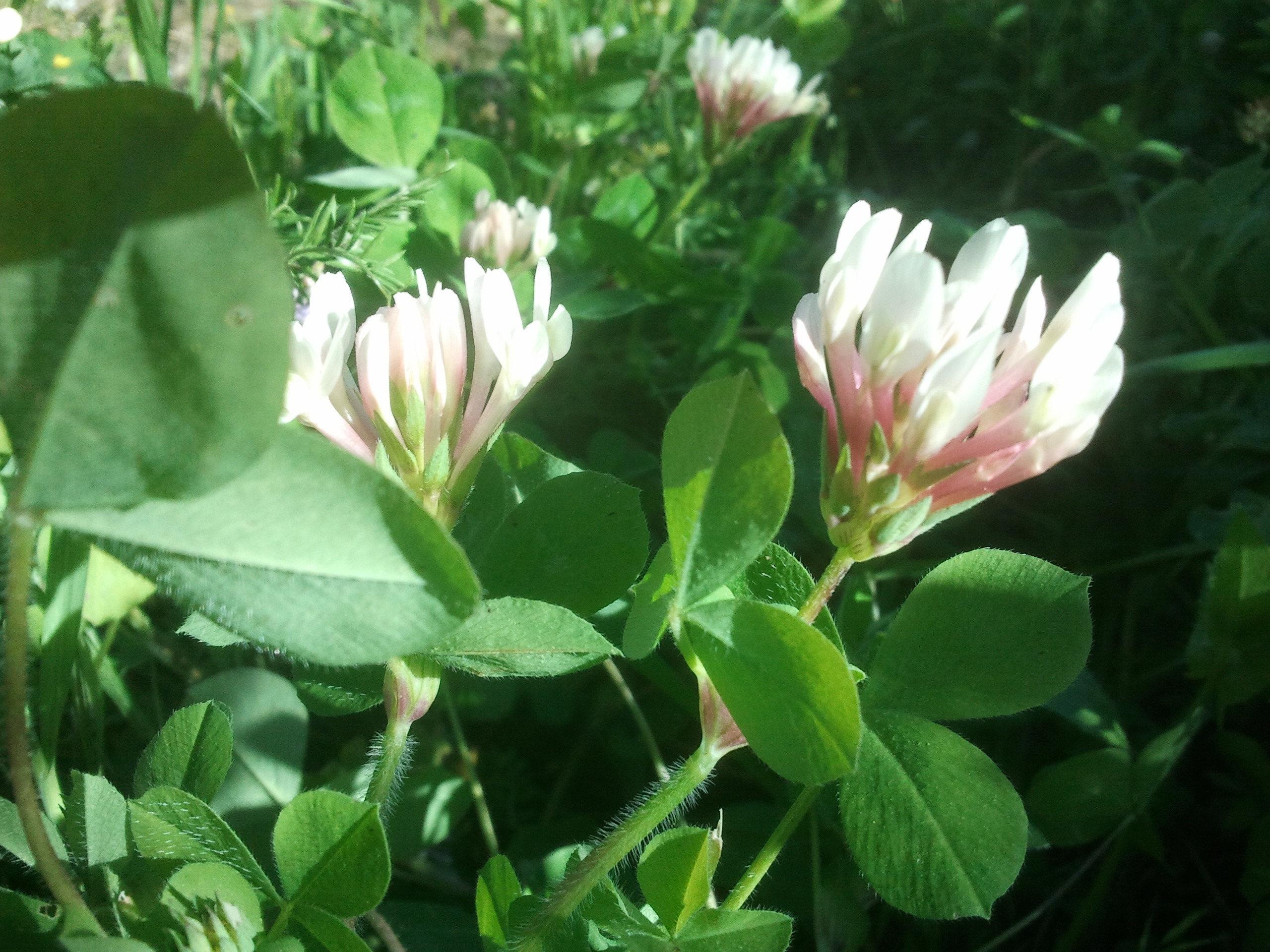